# Fuente el Olmo de Íscar
Fuente el Olmo de Íscar – gmina w Hiszpanii, w prowincji Segowia, w Kastylii i León, o powierzchni 7,8 km². W 2011 roku gmina liczyła 79 mieszkańców.